# Douzelage
De Douzelage is een verbondsassociatie, waarin ieder land uit de Europese Unie met één stad vertegenwoordigd is. De naam Douzelage is een combinatie van het Franse woord "douze" voor twaalf en "jumelage" en staat voor de twaalf oorspronkelijke lidstaten van de Europese Unie in 1991, toen deze associatie werd opgericht in Granville (Frankrijk).
Alhoewel het aantal lidstaten in de Europese Unie is toegenomen, is de naam Douzelage ongewijzigd gebleven.

## Doel van de Douzelage
Het doel van de Douzelage is het promoten en verstevigen van de Europese gedachte en het aangaan van educatieve, economische, toeristische, sportieve en culturele banden tussen de steden onderling.
De officiële taal is het Engels, deels ook het Frans. De Douzelage wordt voorgezeten door een president en een vicepresident, die voor een periode van 3 jaar gekozen worden.
De Douzelagebeweging ontving Europese erkenning in 1993, toen zij de "Golden Stars of Twinning" ontvingen van de Europese commissie.

## Lidstaten
De eerste deelnemers waren:
- Altea (Spanje)
- Bad Kötzting (Duitsland)
- Bellagio (Italië)
- Bundoran (Ierland)
- Granville (Frankrijk)
- Holstebro (Denemarken)
- Houffalize (België)
- Meerssen (Nederland)
- Niederanven (Luxemburg)
- Preveza (Griekenland)
- Sesimbra (Portugal)
- Sherborne (Verenigd Koninkrijk)

Daarna volgden:
- Karkkila (Finland) - 1997
- Oxelösund (Zweden) - 1998
- Judenburg (Oostenrijk) - 1999

In 2004 kwamen er met de Europese uitbreiding nog vijf steden bij:
- Chojna (Polen)
- Kőszeg (Hongarije)
- Sigulda (Letland)
- Sušice (Tsjechië)
- Türi (Estland)

In een volgende stap kwamen de volgende plaatsen erbij:
- Zvolen (Slowakije) - 2007
- Prienai (Litouwen) - 2008
- Marsaskala (Malta) - 2009
- Siret (Roemenië) - 2010

Er zijn gesprekken gaande over uitbreiding met plaatsen in Cyprus, Slovenië en Bulgarije.